# Bricul Mircea
Bricul Mircea este numele a două nave din dotarea Marinei române. Întâiul Bric Mircea, o corabie de tip bric construită integral din lemn, a funcționat între 1882 și 1944, iar cel de-al doilea „Bric Mircea”, o navă barc clasa A, construită din metal, dotat atât cu vele cât și cu un motor Diesel naval, a fost lansat în 22 septembrie 1938 la ora 15:48 și se mai află în funcțiune și astăzi ca navă-școală.

## Istoric

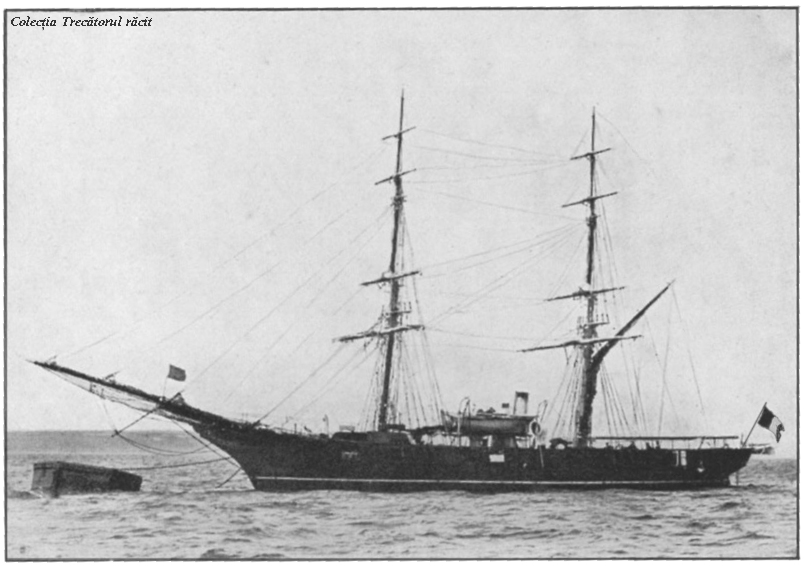
Primul bric „Mircea” în 1882, la sosirea în țară

La data de 17 mai 1939 a sosit în țară și a intrat în serviciul Marinei Militare nava-școală „Mircea”, velier de tip barc triarborat (cu trei catarge), construit în anii 1938-1939 la șantierul naval Blohm und Voss din Hamburg, Germania.
Nava a fost botezată „Mircea” ca și înaintașul său „Bricul Mircea” (1882-1944), purtând numele domnitorului Mircea cel Bătrân, întregitorul Țării Românești până la „Marea cea mare”. Figura lui Mircea formează galionul navei.
După reparațiile capitale și modernizările făcute în anul 1966 - la același șantier naval unde a fost construită - și între anii 1994-2002, la Șantierul Naval Brăila, a devenit nava cea mai modernă dintre „surorile” ei („Eagle” - SUA, „Gorch Fock” I - Germania, cunoscută și ca „Tovarișci” - URSS, „Gorch Fock” II - Germania și „Sagres (III)” - Portugalia).

## Caracteristici
Caracteristicile tehnice ale navei-școală „Mircea”:
| Caracteristica                                            | Valoare                              |
| --------------------------------------------------------- | ------------------------------------ |
| Deplasament                                               | 1844 tone                            |
| Tonaj brut                                                | 1320 tone                            |
| Tonaj net                                                 | 631 tone                             |
| Lungime totală                                            | 81,18 m                              |
| Lungime fără bompres                                      | 73,60 m                              |
| Lungime la linia de plutire                               | 62,00 m                              |
| Lățime la cuplu maestru                                   | 12,04 m                              |
| Lățime cu vergile la semn                                 | 23,60 m                              |
| Bord liber                                                | 2,38 m                               |
| Pescaj                                                    | 5,40 m                               |
| Greutatea lestului                                        | 250 tone                             |
| Balast în tancurile de asietă: - picul prova - picul pupa | 20,60 tone 29,70 tone                |
| Combustibil                                               | 63,50 tone                           |
| Apă                                                       | 209 tone                             |
| Motor                                                     | MAK DIESEL 1100 CP                   |
| Viteza maximă cu motorul                                  | 9,5 Nd                               |
| Autonomia                                                 | 4000 Mm                              |
| Nr. de vele                                               | 23, cu o suprafață totală de 1750 m2 |
| Echipaj                                                   | 200 (din care 120 de studenți)       |

## Arboradă
Arborada navei-școală „Mircea”:
| Caracteristica                                                                      | Valoare         |
| ----------------------------------------------------------------------------------- | --------------- |
| Înălțimea arborelui trinchet: - deasupra liniei de plutire - deasupra punții teugă  | 44,00 m 38,00 m |
| Înalțimea arborelui mare: - deasupra liniei de plutire - deasupra punții principale | 44,00 m 41,10 m |
| Înaltimea arborelui artimon: - deasupra liniei de plutire - deasupra punții dunetă  | 39,00 m 33,60 m |
| Bompresul                                                                           | 12,50 m         |
| Arboreții                                                                           | 15,50 m         |
| Verga trincă                                                                        | 23,60 m         |
| Verga gabier                                                                        | 21,60 m         |
| Verga contragabier                                                                  | 19,20 m         |
| Verga sburător                                                                      | 5,60 m          |
| Verga randunică                                                                     | 11,80 m         |
| Picul mic                                                                           | 10,80 m         |
| Picul mare                                                                          | 13,10 m         |
| Ghiul                                                                               | 16,00 m         |

## Principalele marșuri în apele internaționale
- 03 iulie-03 septembrie 1939: Marea Mediterană (escale în porturile: Palermo, Toulon, Palma de Mallorca, Gibraltar, Alger, Alexandria);[6]
- 15 iulie-30 august 1967: Marea Mediterană, Oceanul Atlantic (escale în porturile: Toulon, Gibraltar, Portsmouth, La Valletta);[6]
- 01-24 iulie 1968: Marea Mediterană (escale în porturile: Istanbul, Napoli);[6]
- 07-23 iulie 1969: Marea Adriatică (escală în portul Split);[6]
- 14 iunie-23 iulie 1971: Oceanul Atlantic (escale în porturile: Tunis, Casablanca și La Valletta);[6]
- 16 iunie-11 iulie 1972: Marea Mediterană (escală în portul Toulon);[6]
- 29 iunie-26 iulie 1974: Marea Mediterană (escale în porturile: Alexandria, Beirut);[6]
- 19 iulie-24 septembrie 1975: Marea Mediterană, Oceanul Atlantic, Marea Nordului (escale în porturile: Gibraltar, Amsterdam, Le Havre, Londra, Palermo);[6]
- 04 martie-30 august 1976: Traversada Oceanului Atlantic (escale în porturile: Las Palmas, La Guaira, Cartagena, Veracruz, Havana, Hamilton, Newport, New York, Baltimore, Philadelphia, Lisabona, Alger);[7] Cât timp nava-școală s-a aflat în porturile din SUA, trei membri au echipajului au fugit și au cerut ulterior azil politic.[8] Comandantul Eugen Ispas, a fost anchetat zi și noapte de Securitate și, în cele din urmă, s-a lăsat de navigat.[9]
- 18 iunie-28 iulie 1979: Marea Mediterană, Oceanul Atlantic (escale în porturile: Istanbul, Livorno, Lisabona, Pireu);[6]
- 30 iunie-09 august 1980: Marea Mediterană (escale în porturile: Toulon, Barcelona, La Valletta);[6]
- 1986, 1987, 1988, 1989, 1990, 1993, 1994, 2003: Marea Neagră (escale în porturile: Varna, Istanbul, Sevastopol, Odessa, Burgas, Suhumi, Novorossiisk);[6]
- 19 aprilie-26 septembrie 2004: Participarea la competiția "Tall Ships' Challenge - 2004";[7]
- 26 aprilie-2 mai 2005: Festivalul Maritim Internațional „Marmaris 2005”;[6]
- 09 iunie-20 septembrie 2005: Competiția Nautică Internațională "Tall Ships' Race 2005";[6]
- 10 iulie-10 august 2006: Marș de instrucție 2006;[6]

- 19 iunie-10 august 2007: Competiția nautică internațională "Tall Ships' Races 2007 Mediterranea":[6] Alicante (Spania) 4 - 7 iulie, Barcelona (Spania) 12 - 15 iulie, Toulon (Franța) 21 - 24 iulie, Genova (Italia) 28 - 31 iulie.[10] La această croazieră la Toulon Mircea a primit Premiul pentru Spiritul Maritim și unul din Premiile sportive ale zilei, împreună cu navele Mir (Rusia) și Libertad (Argentina).[11]
- 26 mai -18 septembrie 2008: Marș de instrucție în Marea Nordului;[6]
- 12 aprilie - 25 august 2009: Marș de instrucție cu participare la etapele 2, 3 și 4 ale competiției nautice "Tall Ships' Atlantic Challenge 2009";[7]
- 30 mai - 24 iunie 2010: Marșul de instrucție 2010 organizat în Marea Neagră și Marea Mediterană;[6]

## Comandanți
Comandanții navei-școală „Mircea”:
|    | Nume                                    | Perioada                                                                              |
| -- | --------------------------------------- | ------------------------------------------------------------------------------------- |
| 1  | Comandor August Roman                   | 16.01.1939 - 01.04.1941                                                               |
| 2  | Căpitan Gheorghe Gustav Drâmbă          | 01.04.1941 - 01.10.1943 și 02.09.1944 - 05.09.1944 (Locotenent comandor)              |
| 3  | Locotenent Constantin Chiriac           | 01.10.1943 - 02.09.1944                                                               |
| 4  | Comandor Iosif Biaciu                   | 1946 (Căpitan-comandor)                                                               |
| 5  | Comandor Ion Stoian                     | 27.05.1946 - 09.1948 (Locotenent comandor)                                            |
| 6  | Comandor Nicolae Milu                   | 09.1948 - 05.1952 (Căpitan)                                                           |
| 7  | Comandor Ioan Gheorghe                  | 05.1952 - 30.09.1955                                                                  |
| 8  | Comandor Costica Ciocoiu                | 1960 - 1962                                                                           |
| 9  | Comandor Alexandru Hârjan               | 01.01.1965 - 19.09.1973                                                               |
| 10 | Comandor Petre Zamfir                   | 05.04.1965 - 25.02.1966 (desemnat la comandă pe timpul marșului Constanța - Hamburg); |
| 11 | Comandor Eugen Ispas                    | 19.09.1973 - 08.09.1977                                                               |
| 12 | Comandor Dan-Ioan Stăiculescu           | 15.08.1978 - 05.03.1990                                                               |
| 13 | Comandor Dinu Sorin Pamparău-Sălăvăstru | 05.03.1990 - 10.08.2006                                                               |
| 14 | Comandor Gabriel Moise                  | 1.10.2006 - 01.02.2018                                                                |
| 15 | Comandor Tarhoaca Mircea                | 23.02.2018-01.07.2023                                                                 |
| 16 | Căpitan Comandor Moraru Silviu          | 01.04.2024-prezent                                                                    |

## Aspecte ale navei

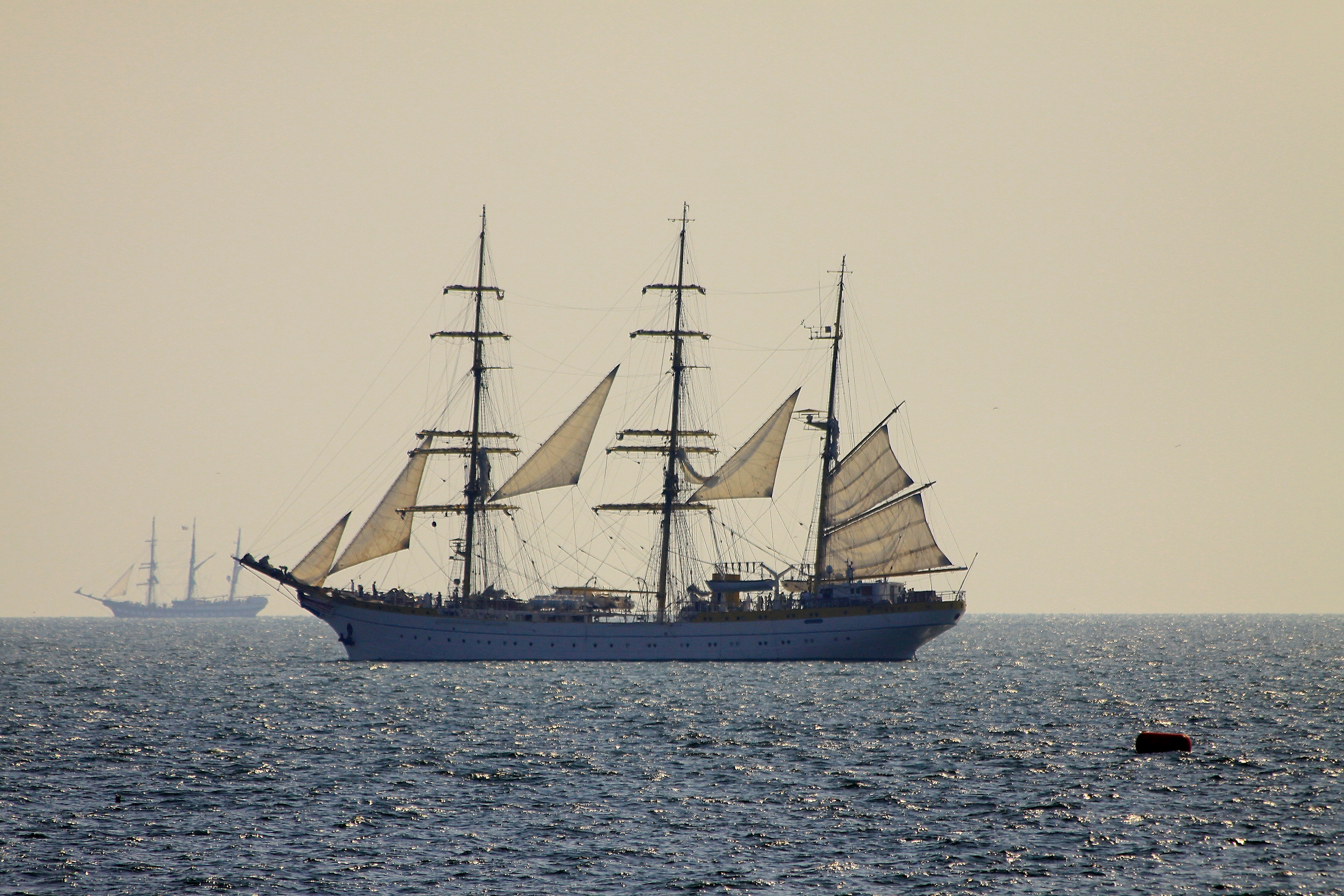
Mircea la Ziua marinei din 2018
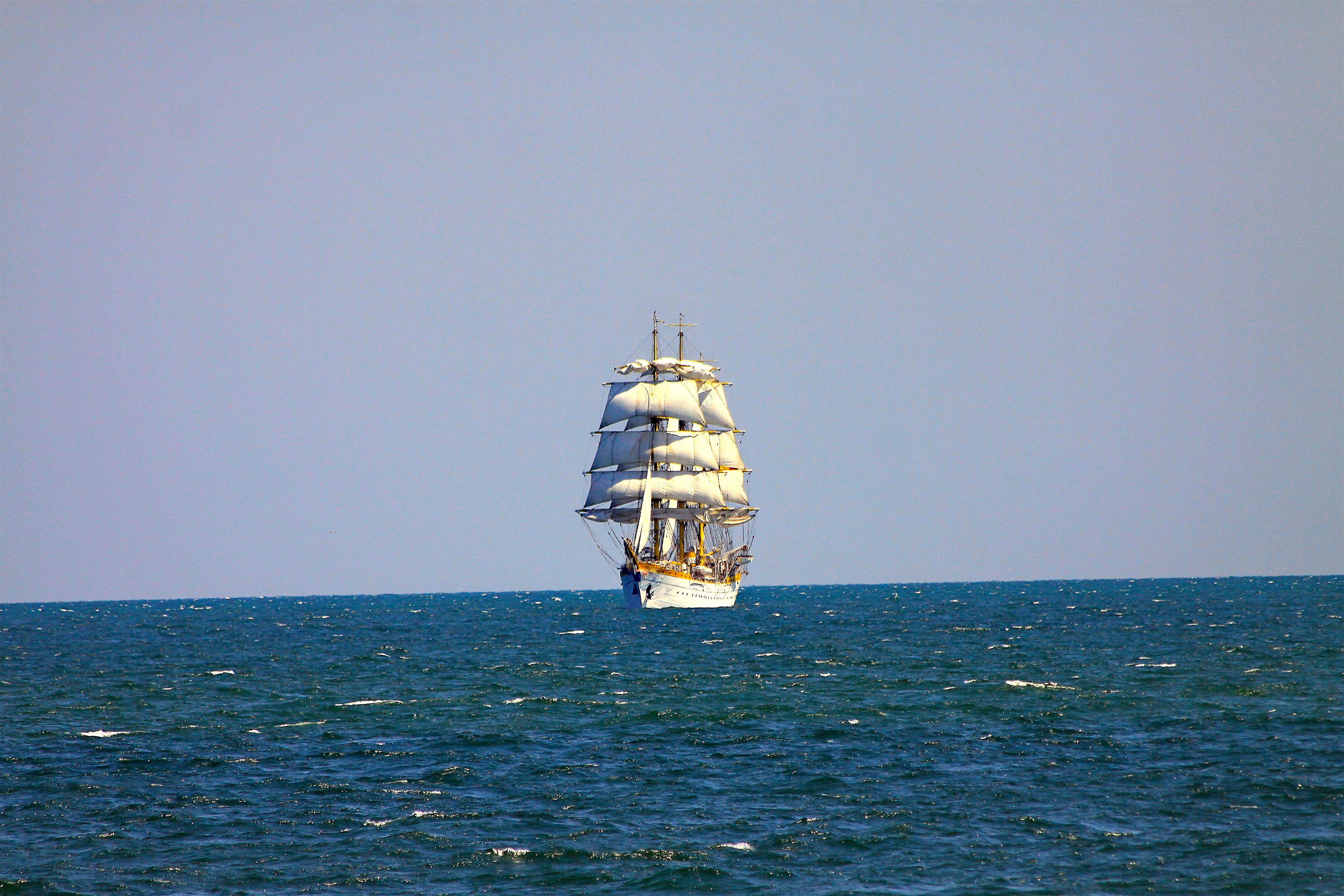
Mircea întorcându-se după Ziua marinei din 2018
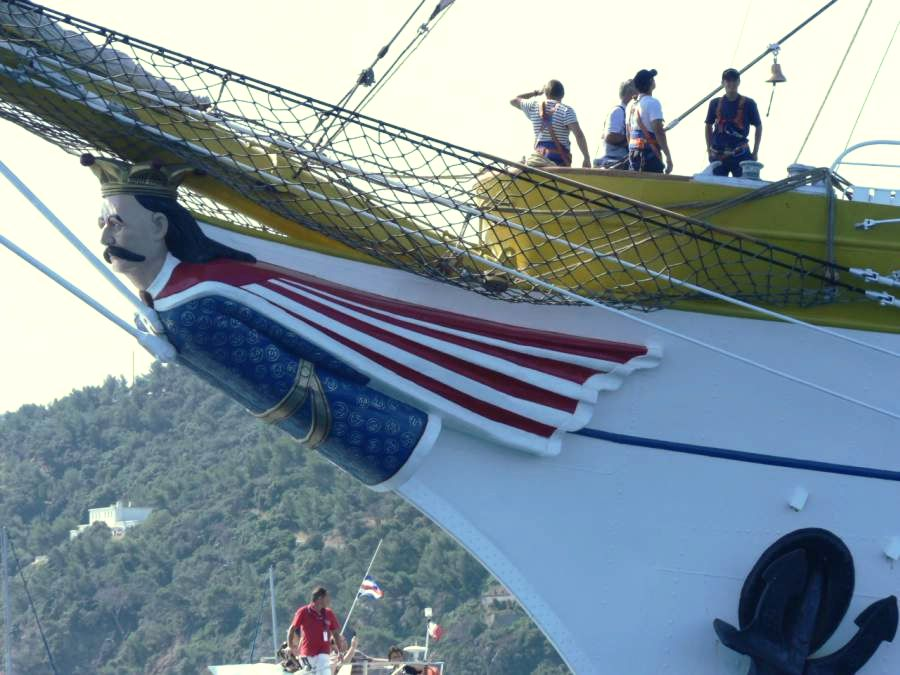
Figura de prova
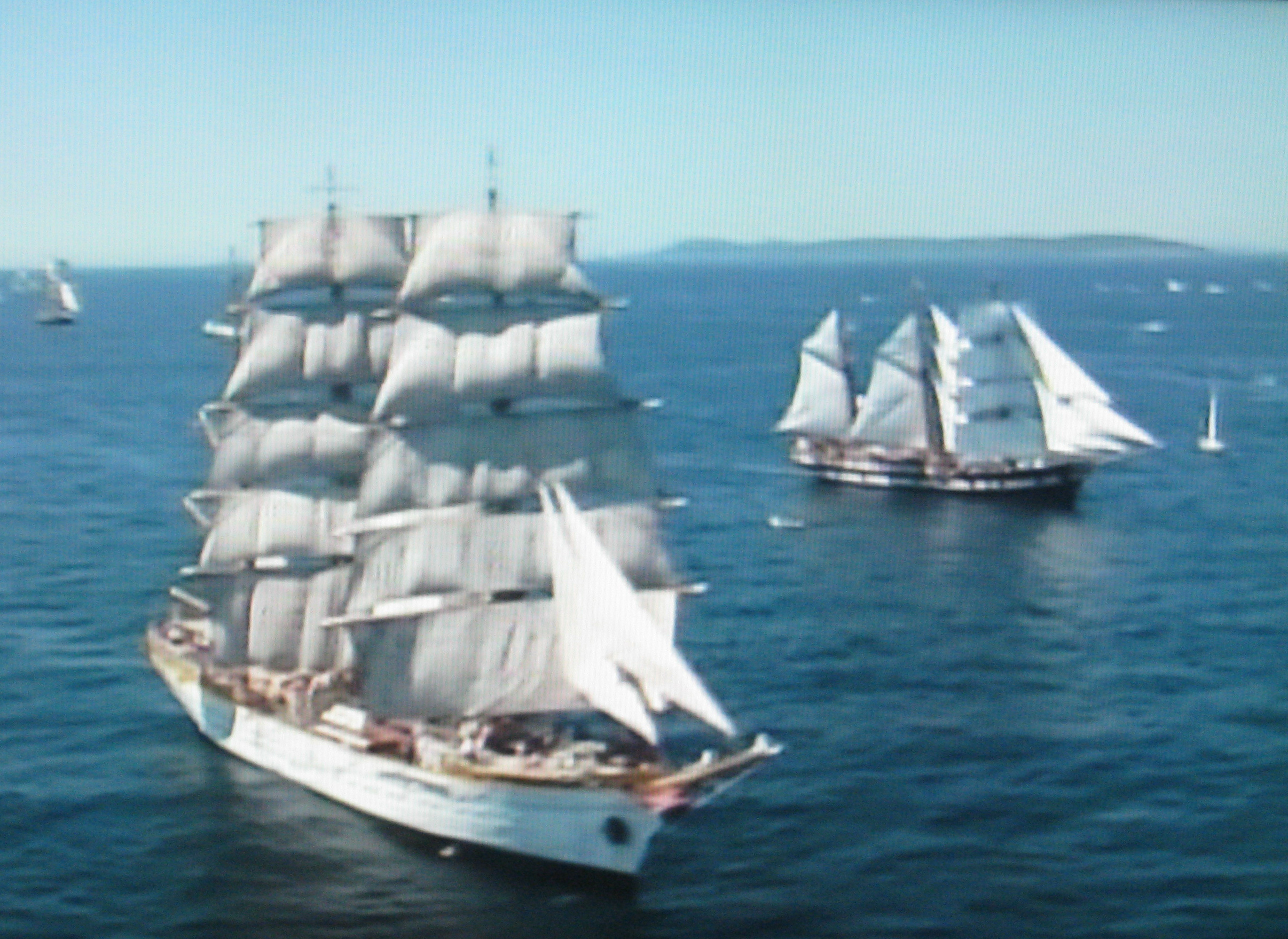
La Toulon, 2007
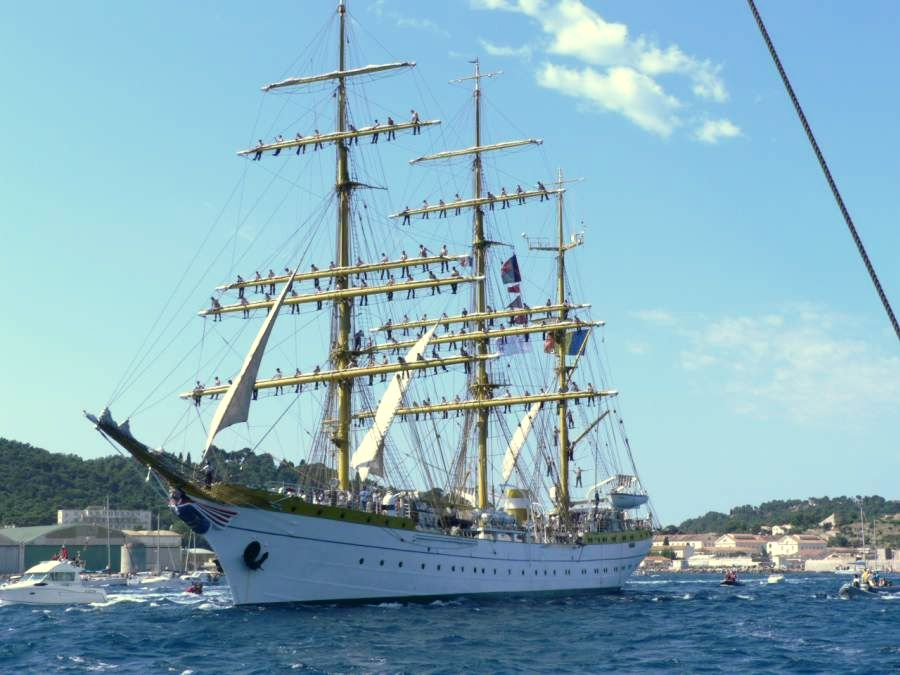
La Toulon, în 2007, paradând cu echipajul pe catarge
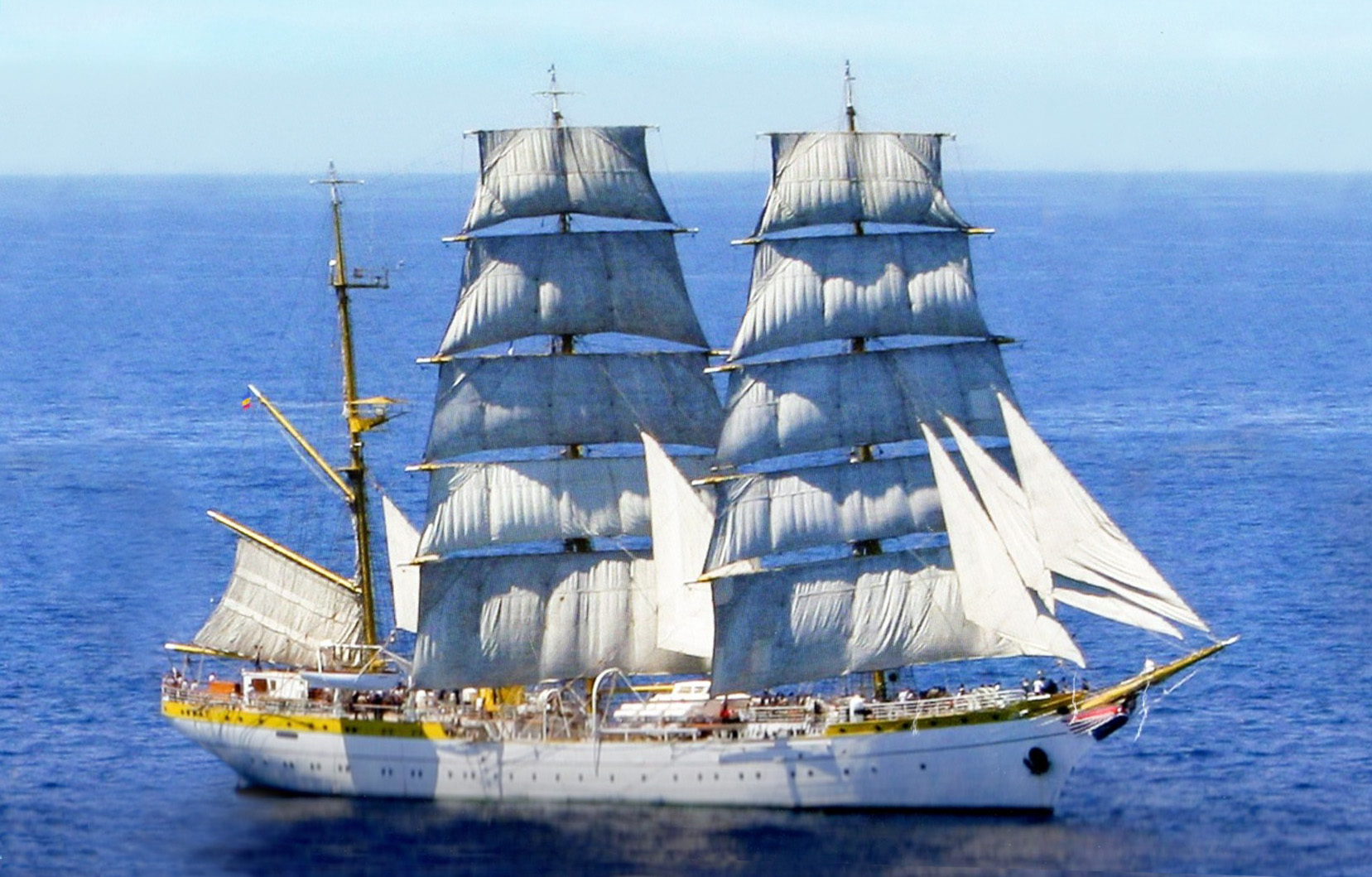
În largul Mediteranei, luat din catargele velierului Amerigo Vespucci
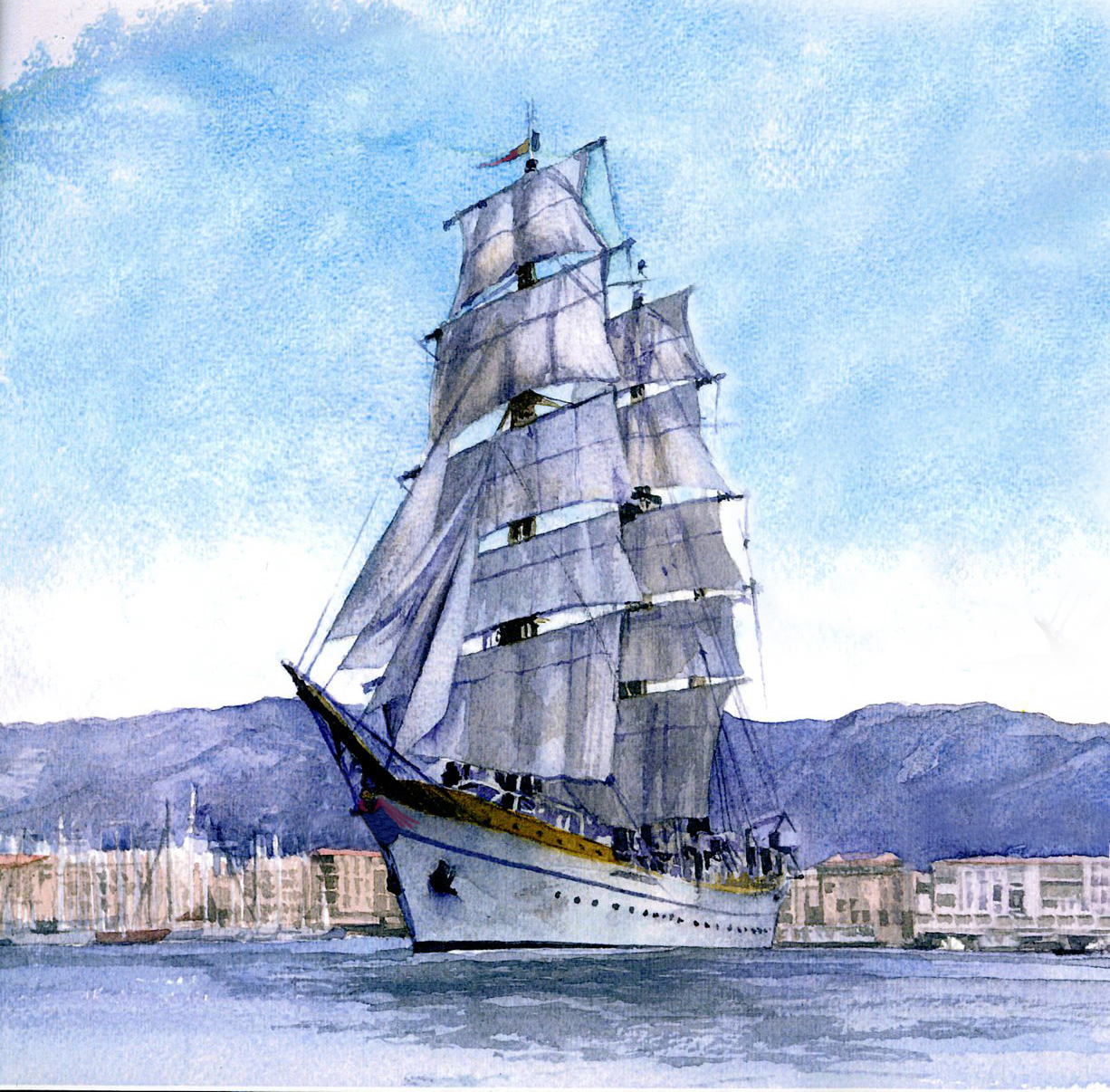
Acuarelă cu nava Mircea
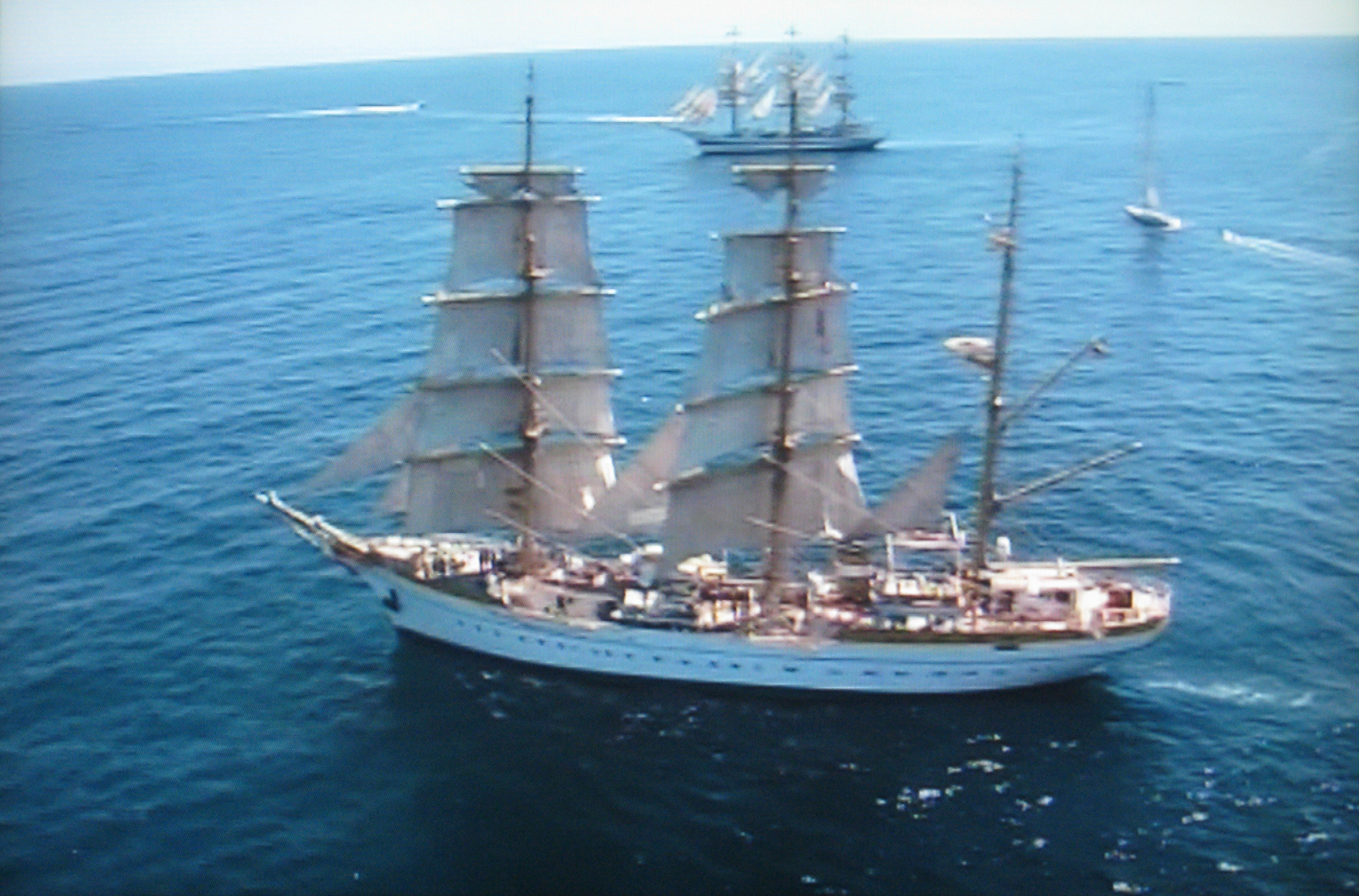
În larg, din elicopter